# بتو ناودا
بتو ناودا (انگلیسی: Beto Naveda؛ زادهٔ ۲۴ مهٔ ۱۹۷۲) بازیکن فوتبال اهل آرژانتین است.
از باشگاه‌هایی که در آن بازی کرده‌است می‌توان به باشگاه فوتبال بوکا جونیورز، نیوانگلند رولوشن، باشگاه فوتبال داندی، و باشگاه فوتبال داندی یونایتد اشاره کرد.